# Pista corrientis
Pista corrientis är en ringmaskart som beskrevs av McIntosh 1885. Pista corrientis ingår i släktet Pista och familjen Terebellidae. Inga underarter finns listade i Catalogue of Life.